# Bob Hardisty
John Roderick Elliot Hardisty, plus connu sous le nom de Bob Hardisty (né le 1er décembre 1921 à Chester-le-Street dans le comté de Durham, et mort le 31 octobre 1986 à Durham) est un joueur de football anglais, qui évoluait au poste de défenseur.

## Biographie

### Carrière en sélection
Avec l'équipe de Grande-Bretagne olympique, il joue 6 matchs (pour 3 buts inscrits) entre 1948 et 1956.
Il figure notamment dans le groupe des sélectionnés lors des JO de 1948, de 1952 et de 1956.